# Seguapallene insignata
Seguapallene insignata är en havsspindelart som beskrevs av Pushkin, A.F. 1975. Seguapallene insignata ingår i släktet Seguapallene och familjen Callipallenidae. Inga underarter finns listade i Catalogue of Life.